# لوكاس ماركيز
لوكاس ماركيز (بالبرتغالية: Lucas Marques‏) (26 مارس 1988 بباسوس، ميناس جيرايس في البرازيل - ) هو لاعب كرة قدم برازيلي في مركز الدفاع. شارك مع منتخب البرازيل تحت 20 سنة لكرة القدم ومنتخب البرازيل لكرة القدم. أما مع النوادي، فقد لعب مع بوتافوغو ريغاتاس ونادي بالميراس ونادي فيغورينسي ونادي كروزيرو ونادي تومبينس ونادي ساو بينتو الرياضي.

## روابط خارجية
- لوكاس ماركيز على موقع قاعدة بيانات كرة القدم.إي يو (الإنجليزية)
- لوكاس ماركيز على موقع ناشيونال فوتبول تيمز (الإنجليزية)
- لوكاس ماركيز على موقع Soccerway.com (الإنجليزية)
- لوكاس ماركيز على موقع عالم كرة القدم.نت (الإنجليزية)